# ريوداريناس
بلدية ريوداريناس (بالإسبانية: Riudarenas) هي بلدية تقع في مقاطعة جرندة التابعة لمنطقة كتالونيا شمال شرق إسبانيا.

## الديموغرافيا
بلغ عدد سكان بلدية ريوداريناس 2.183 نسمة عام 2011 (وفقاً للمعهد الوطني الإسباني للإحصاء).
| 1.215 | 1.258 | 1.415 | 1.679 | 1.853 | 2.070 | 2.183 |

## أعلام
- جيرارد دولوفيو